# Яборково
Ябо́рково (рос. Яборково) — селище у складі Новолялинського міського округу Свердловської області.
Населення — 61 особа (2010, 109 у 2002).
Національний склад населення станом на 2002 рік: росіяни — 91 %.